# M2プロダクション
M2プロダクション（英語:M2 Production、マケドニア語:М2 Продукција / M2 Produkcija）は、マケドニア共和国のレコード会社である。
マケドニア共和国の無名の新人を発掘することを目的に掲げ、音楽プロデューサのダルコ・ディミトロフを中心として2002年に設立された。ユーロビジョン・ソング・コンテスト2006でマケドニア共和国代表を務めたエレナ・リステスカをはじめ、トゥーナ、ランベ・アラバコスキ（Lambe Alabakoski）、アレクサンドラ・ピレヴァ（Aleksandra Pileva）などのミュージシャンを世に送り出した。